# Letonia en los Juegos Olímpicos de Ámsterdam 1928
Letonia estuvo representada en los Juegos Olímpicos de Ámsterdam 1928 por un total de 17 deportistas que compitieron en 6 deportes.  
El portador de la bandera en la ceremonia de apertura fue el luchador Alberts Zvejnieks. El equipo olímpico letón no obtuvo ninguna medallas en estos Juegos.